# Dariusz Adamczyk
Dariusz Adamczyk (ur. 20 kwietnia 1975) – polski lekkoatleta specjalizujący się w krótkich biegach sprinterskich.
W czasie swojej kariery odniósł następujące sukcesy sportowe:
- młodzieżowy wicemistrz Europy w biegu sztafetowym 4 x 100 metrów (Turku 1997)
- półfinalista mistrzostw świata w biegu sztafetowym 4 x 100 metrów (Ateny 1997)
- trzykrotny mistrz Polski w biegu sztafetowym 4 x 100 metrów (Piła 1996, Bydgoszcz 1997, Wrocław 1998)
- halowy wicemistrz Polski w biegu na 60 metrów (Spała 1996)
- halowy mistrz Polski w biegu na 60 m juniorów młodszych (Spała 1992)
- rekordzista Polski w biegu na 60 m juniorów młodszych-6,83 (Spała 1992)
- młodzieżowy rekordzista Polski w sztafecie 4x100 metrów-(Ateny 1997)

## Rekordy życiowe
- bieg na 50 metrów (hala) – 5,90 – Bad Segeberg 07/02/1998
- bieg na 60 metrów (hala) – 6,74 – Spała 22/02/1997
- bieg na 100 metrów – 10,38 – Kraków 17/08/1997